# Parque Urquiza (Rosario)
El Parque Urquiza es un parque urbano público de la ciudad de Rosario, Argentina. 
Se encuentra ubicado en el borde costanero sudeste, bordeando las barrancas del río Paraná. Está limitado por la calle Mendoza, la Av. Belgrano, la calle Chacabuco y el comienzo de Av. Pellegrini. Su nombre es un homenaje al General Justo José de Urquiza, Presidente de la Nación Argentina de 1854 a 1860.
Dentro del parque se encuentran:
- el Anfiteatro Municipal Humberto de Nito, con capacidad en sus gradas de hormigón para más de 3.000 espectadores
- el Complejo Astronómico Municipal, que comprende el planetario "Luis Cándido Carballo", el Museo Experimental de Ciencias y el Observatorio "Prof. Victorio Capolongo" (nombrado así en honor al insigne profesor y astrónomo que propició su instalación)
- un inmenso bajorrelieve del escultor Lucio Fontana El Sembrador, ubicado en el lugar desde donde se realizó la primera exportación de trigo
- un busto del General Urquiza, obra del escultor Erminio Blotta
- el edificio de la antigua Estación Ferroviaria del ex Ferrocarril Oeste Santafesino
- el emplazamiento de las baterías que enfrentaron la flota anglo-francesa, después del Combate de la Vuelta de Obligado

además de fuentes, esculturas, campos de deportes, trayecto aeróbico y áreas de recreación, posee algunas escaleras talladas en la barranca para salvar dicho accidente geográfico.

## Historia
Antes, cuando Rosario era conocido como Pago de Los Arroyos, ese parque era perteneciente a la Estancia Marull. Estos son algunos de los hechos que ocurrieron en este parque:
- El 27 de febrero de 1812 Manuel Belgrano después de izar la Bandera Argentina por primera vez, instala la Batería Libertad.

- El 21 de noviembre de 1845 después del Combate de la Vuelta de Obligado las tropas argentinas atacaron a la flota anglo-francesa que intentaban de vuelta tener relaciones comerciales con Santa Fe , Entre Ríos y Corrientes.

- En los días 8 de octubre de 1859 y 17 de septiembre de 1861 el Conorel Susini junto con la escuadra de Buenos Aires ataca dos veces al Puerto de La Confederación que estaba ubicado en el mismo parque durante la Batalla de Pavón.

Después en 1951 se funda el parque pero en vez de llamarse Parque Urquiza se llamó  Parque Derechos de la Ancianidad.
Finalmente el parque después cambio de nombre por Parque Urquiza.

## Galería de imágenes

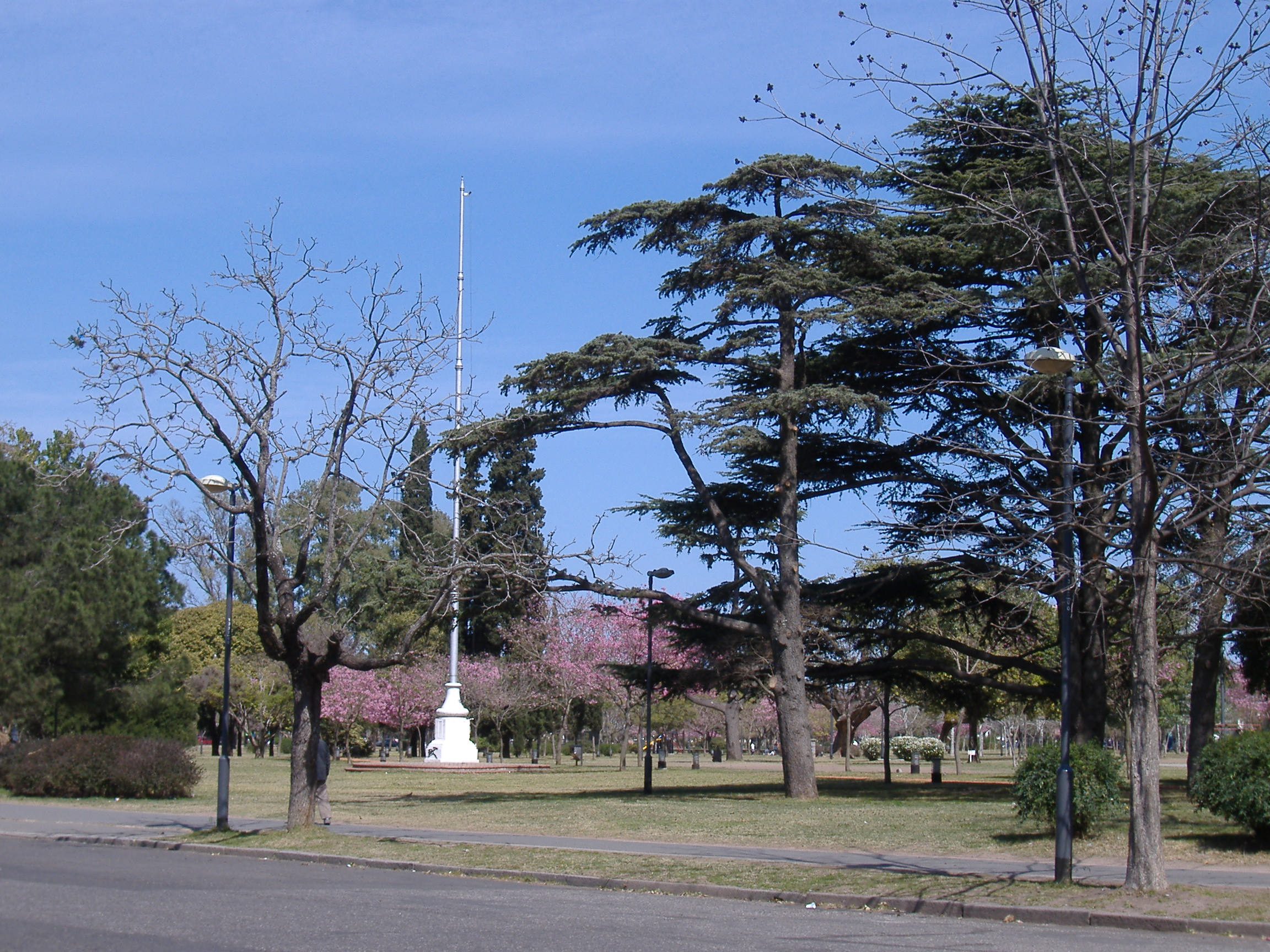
Vista del parque.
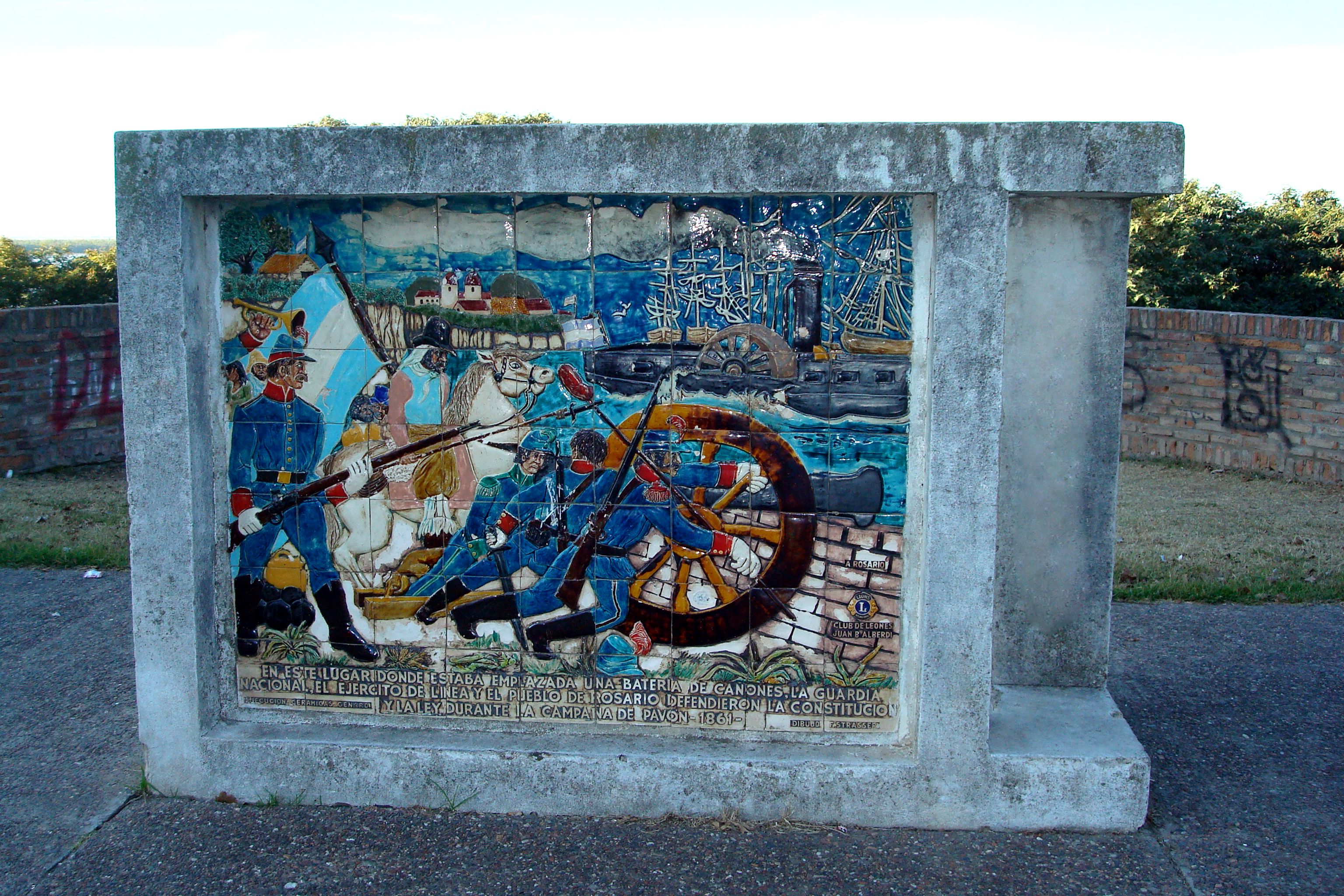
Emplazamiento de las baterías.
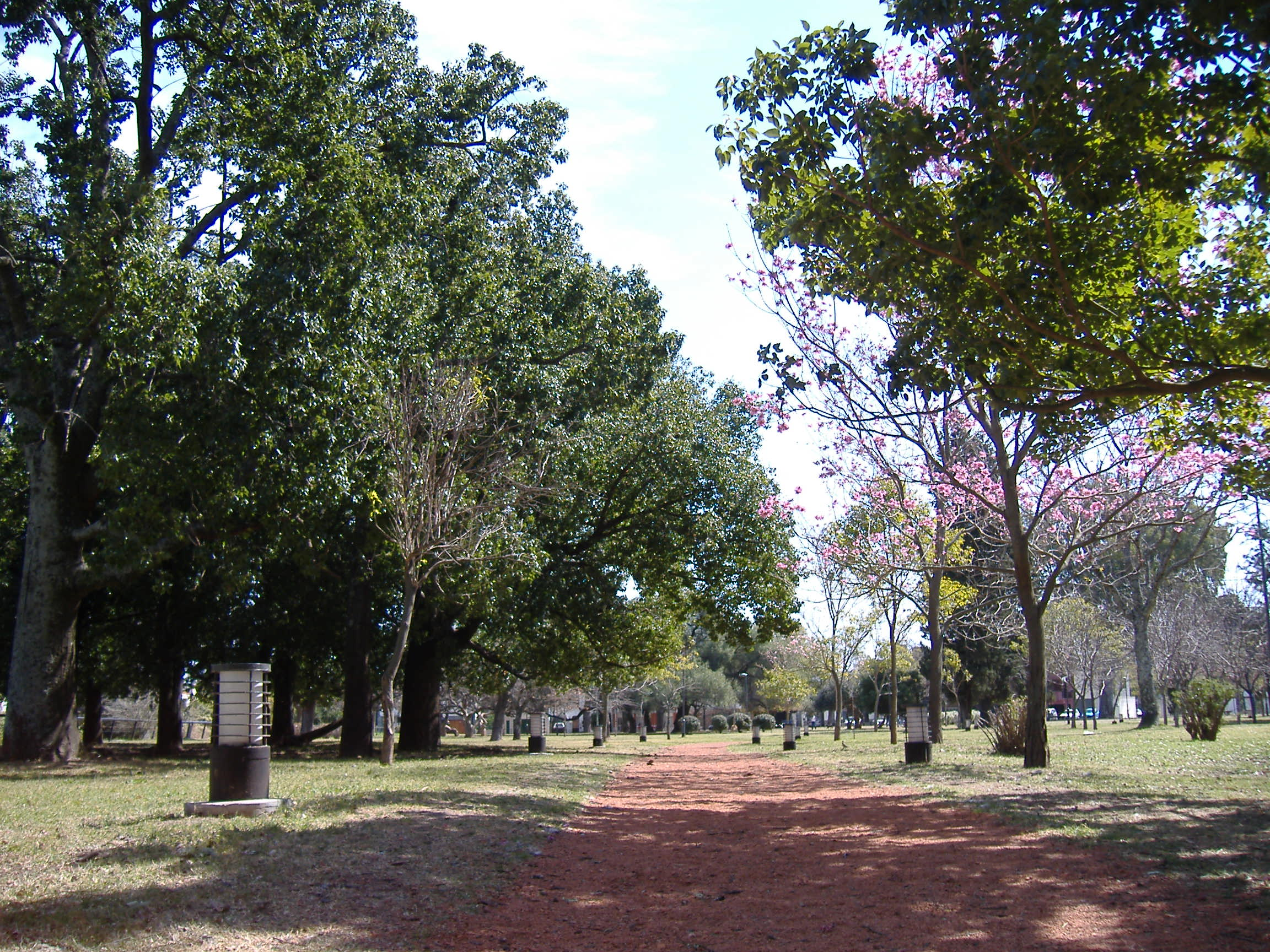
Vista interna.
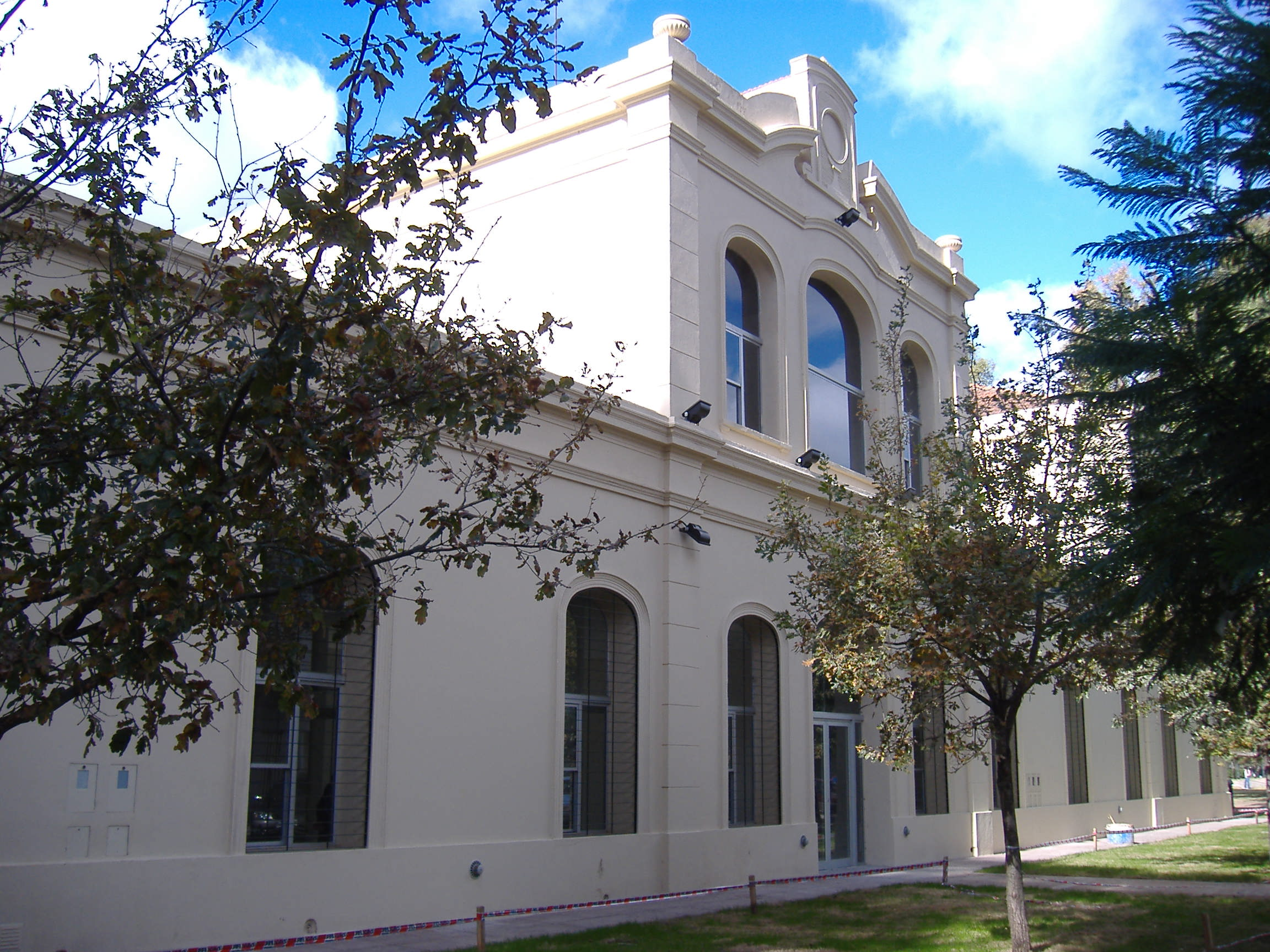
Antigua estación del FFCC Oeste Santafesino.
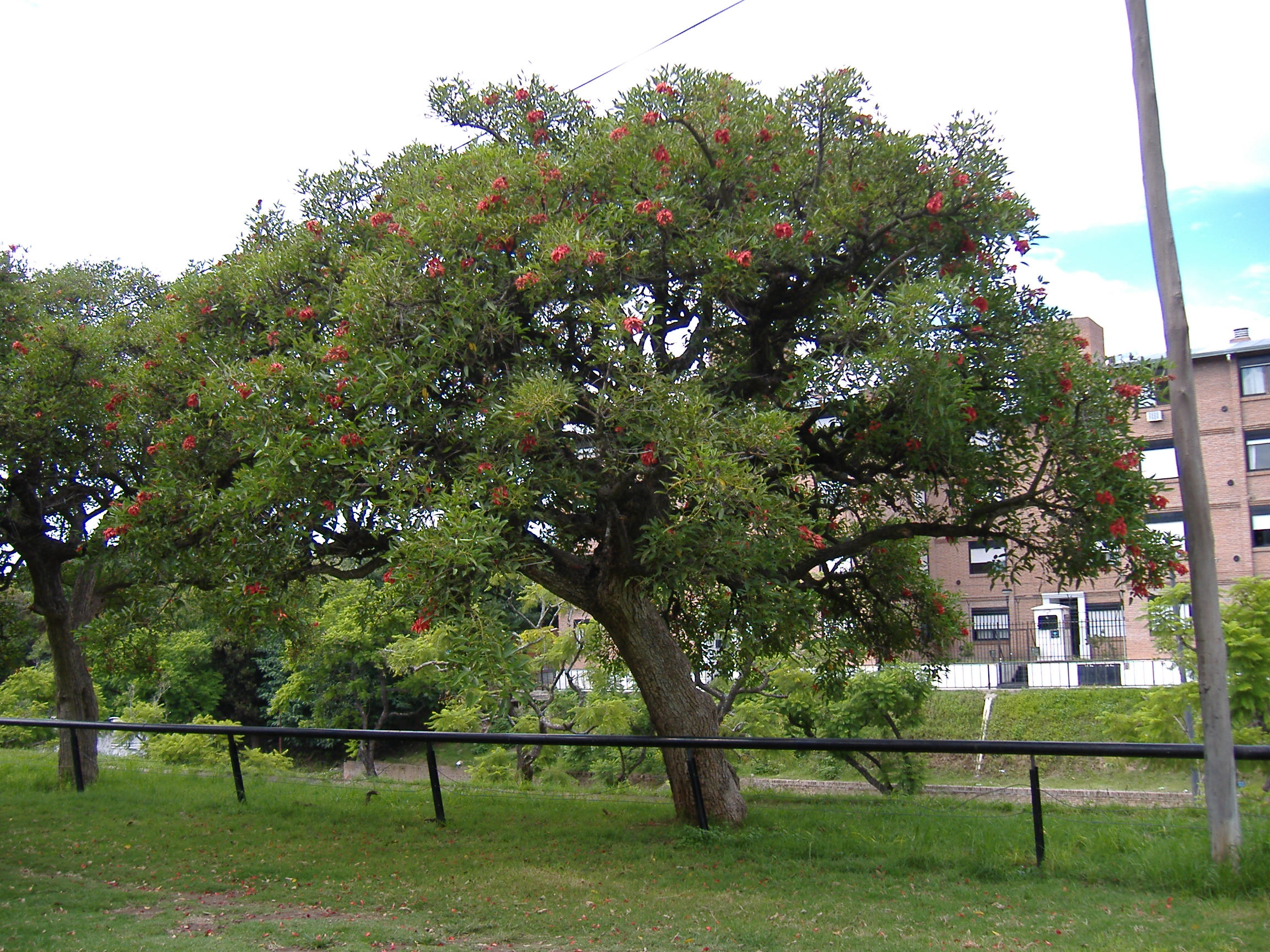
Ceibo ubicado dentro del parque.
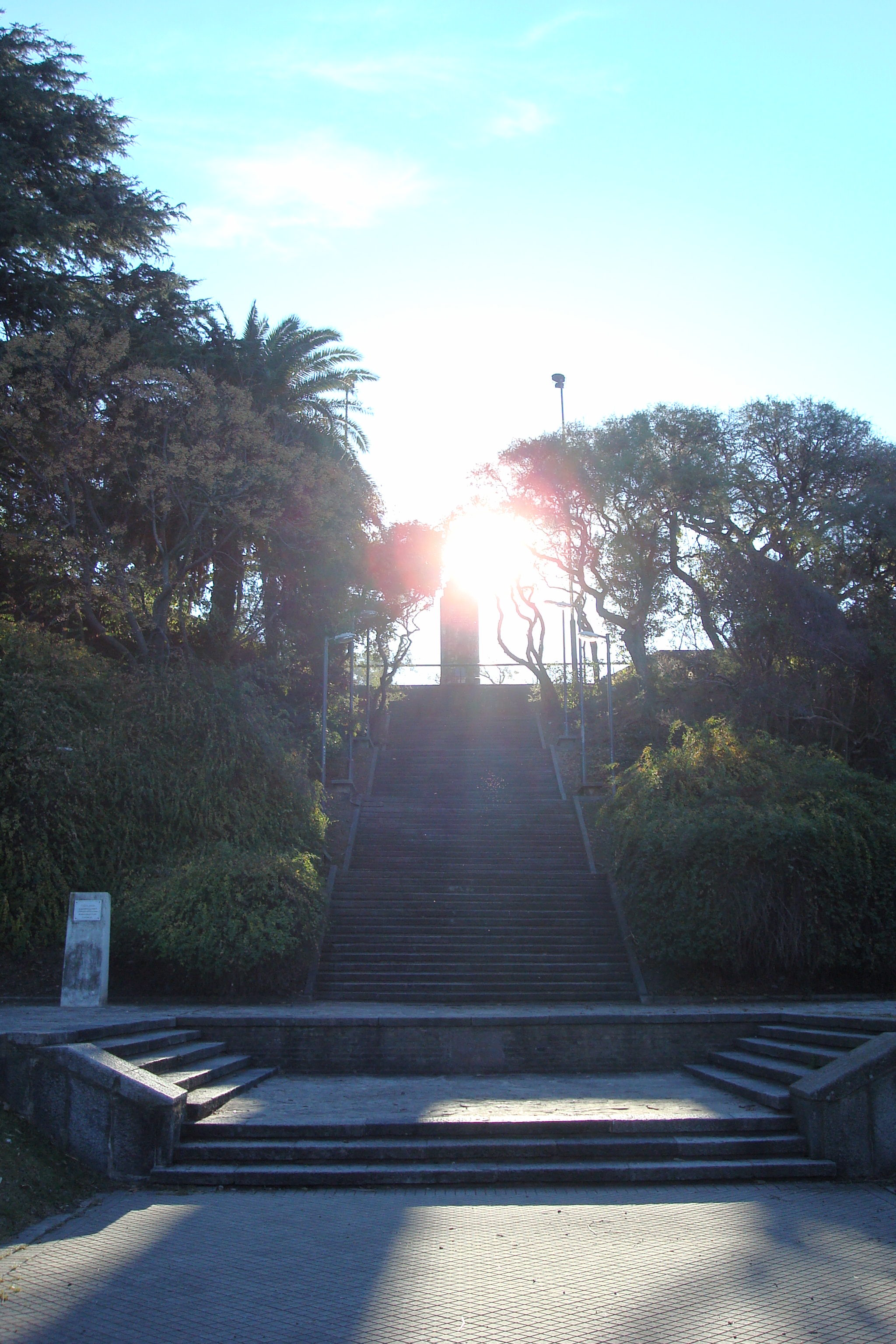
Escalinata del extremo sudeste.